# Gnomonia campylostyla
Gnomonia campylostyla är en svampart som beskrevs av Auersw. 1869. Gnomonia campylostyla ingår i släktet Gnomonia och familjen Gnomoniaceae.   Inga underarter finns listade i Catalogue of Life.
I den svenska databasen Dyntaxa används istället namnet Plagiostoma campylostyla för samma taxon.  Arten är reproducerande i Sverige.